# چاوپیمایو
چاوپیمایو (به اسپانیایی: Chaupimayo) یک کوه در پرو است که در منطقه کوسکو واقع شده‌است. چاوپیمایو ۵٬۲۳۹ متر بالاتر از سطح دریا واقع شده‌است.